# Charlie McDermott
Charlie McDermott (* 6. April 1990 in West Chester, Pennsylvania) ist ein US-amerikanischer Schauspieler und Regisseur.

## Leben
Sein Filmdebüt gab McDermott 2004 in M. Night Shyamalans Mystery-Thriller The Village – Das Dorf. Danach trat er in der Fernsehserie Windy Acres auf. Während der Arbeit an der Serie lernte er den Regisseur Jay Craven kennen, der ihn von seinem Filmprojekt Disappearances berichtete. Nach einem intensiven Training und längeren Casting-Prozess erhielt er die Rolle des 14-jährigen Wild Bill Bonhomme, der während der Prohibition gemeinsam mit seinem Vater Quebec Bill (gespielt von Kris Kristofferson) Whiskey schmuggelt. Im Alter von 16 Jahren zog McDermott nach Los Angeles um. Es folgten Rollen in verschiedenen Film- und Fernsehproduktionen.
Seine Rolle als T.J. im Drama Frozen River an der Seite von Melissa Leo und Misty Upham brachte ihm bei den Independent Spirit Awards 2009 eine Nominierung als bester männlicher Nebendarsteller ein.
Von 2009 bis 2018 spielte er in der Sitcom The Middle die Rolle des Axl Heck.

## Filmografie (Auswahl)

### Als Schauspieler
- 2004: The Village – Das Dorf (The Village)
- 2004: Windy Acres (Fernsehserie, 7 Folgen)
- 2005: Franklin Charter (Fernsehfilm)
- 2005: Keeping Up with the Kids (Kurzfilm)
- 2006: Disappearances
- 2007: Das 10 Gebote Movie (The Ten)
- 2007: All Along
- 2008: Oh My Captain! (Kurzfilm)
- 2008: Holy Sapien (Kurzfilm)
- 2008: Frozen River
- 2008: Spritztour (Sex Drive)
- 2008: Generation Gap (Fernsehfilm)
- 2008: Das Büro (The Office, Fernsehserie, Folge 4x17)
- 2009: Captain Cook’s Extraordinary Atlas (Fernsehfilm)
- 2009: Little Hollywood (Fernsehfilm)
- 2009: Safe Harbor (Fernsehfilm)
- 2009–2018: The Middle (Fernsehserie)
- 2009: Medium – Nichts bleibt verborgen (Medium, Fernsehserie, Folge 5x07)
- 2010: Hot Tub – Der Whirlpool … ist ’ne verdammte Zeitmaschine (Hot Tub Time Machine)
- 2010: Morning
- 2010: Bond of Silence (Fernsehfilm)
- 2015: How to Be Sexy
- 2015: Super Clyde (Fernsehfilm)
- 2017: Future Man (Fernsehserie, Folge 1x10)
- 2018: Plötzlich Familie (Instant Family)
- 2019: Unbelievable (Miniserie)
- 2019: Countdown

Als Regisseur
- 2015: ImagiGARY
- 2017: The Middle (Fernsehserie, Folge 8x19)
- 2018: Layla (Kurzfilm)